# غازان‌نامه
غازان‌نامه یا غازان نامه منظوم، کتابی منظوم در تاریخ  سلطنت ایلخانان، به  زبان فارسی،  اثر سرودۀ نورالدین محمد نوری اژدری، در سدۀ هشتم است۔ غازان نامه  یکی از چھار منظومه ٔ تاریخی قرن ھشتم است که  در اینجا بدان می پردازیم۔

## تاریخ
نام کامل این کتاب غازان‌نامۀ منظوم است. تاریخ دقیق به گفتۀ خود نوری اژدری  سرودن نگارش این اثر به گفته مؤلف آن در سال ۷۵۸ آغاز شده و تا سال ۷۶۳ ادامه یافته است.   نام کامل این کتاب غازان‌نامه منظوم است سروده نورالدین محمد نوری اژدری است. در پایان 
ذکر شده است که کتاب این اثر توسط خطوطی شروانی در سال ۸۷۳ در تبریز بوده است۔ نظم کتابی که  بیش از ۸۷۰۰ بیت است در طول یک سال البتّه  استبعادی ندارد؛ امّا با ذکر دو سال متفاوت در اوایل و اواخر منظومه  ـ سالھای ۷۵۸ و ۷۶۳  (ھجری قمری) ـ مغایرت دارد و متأسفانه  مسأله ٔ مشکلی است۔ 

### مؤلف کتاب
بنا براین مقدمه، نوری اژدری که با لقبهای بلندی از او یاد شده، پسر خواجه شمس‌الدین محمد اژدری است که در ایام حکومت غازان‌خان مقام وزارت داشته است.  اما در صحت این مطلب تردید است، زیرا در هیچ‌یک از آثاربجا در دورۀ غازان‌خان و همچنین کتابهایی که در ذکر وزیران است، ذکری از نام وی نیامده است تا بتوان این موضوع را به اثبات رساند. 

سرایندۂ غازان نامه  از شاعران ناشناخته  و گمنام اواخر عصر ایلخانی و معاصر با آل جلایر است که  ازو نامی در کتب تذکرہ و تاریخ و ادب نیامدہ است۔ شاعر در مجموعه ٔ مثنوی خود نُه  بار به  تخلص خود نوری ـ اشارہ دارد بدون اینکه  ذکری از نام و نسب، لقب و کنیه ٔ خود بکند و یا به  گوشه  ھایی از زندگانی خود اشارہ نماید: 
| ز نوری یکی داستان گوش کن |  | غمِ ھر چه داری فراموش کن – شعر ۱۹۳ |

| به نوری شب تیرہ پر روز کن |  | درونم چو ماہ شب افروز کن – شعر ۵۳۵۱ |

| کنون بشنو از نوری ای زادمرد |  | یکی داستان نغز و ز آن برمگرد – شعر ۵۷۹۵ |

| ز آیندہ و رفته کم گو سخن |  | ز نوری ھمین داستان گوش کن – شعر ۵۲۲۶ |

تنھا اطلاعاتی که  از او در دست مربوط می شود به  مقدمه ٔ منثور کوتاھی که  احتمالاً پس از وفات او توسط کاتب نسخه ٔ منحصر به  فرد غازان نامه  در یک قرن بعد از وی نوشته  شدہ است۔ این مجموعه ٔ اطلاعات ھمراہ با مطالب اندک و پراکندہ ای که  از خلال ابیات منظومه   به  دست می آید در حال حاجر تنھا مستندات ما در بارۂ اوست۔نام و نسب این شاعر در مقدمه  نور الدین پسر شمس الدین محمد اژدری آمدہ است که  به  ادّعای نویسندۂ مقدمه ، در زمان  غازان خان  موسم به  وزارت بودہ و به  انواع فنون آراسته  بودہ است۔ در کتب تاریخی آن عھد ھیچ اشارہ ای به  شمس الدین محمد اژدری نرفته  است، چه  رسد به  آنکه  در حدّ وزارت پادشاہ نامداری چون    غازان خان بودہ باشد۔ اما در صحت این مطلب تردید است، زیرا در هیچ‌یک از آثاربجا در دورۀ غازان‌خان و همچنین کتابهایی که در ذکر وزیران است، ذکری از نام وی نیامده است تا بتوان این موضوع را به اثبات رساند۔  بیشتر اشعار غازان‌نامه دربارۀ غازان‌خان،  ایلخانان مغول، است و به همین سبب این کتاب، غازان‌نامه نامیده شده است۔ 

### مطالب کتاب
غازان‌نامه با اشعاری در ستایش خداوند، در مراتب خرد و آفرینش عالم و ستایش  پیغمبر محمد صلی اللہ علیہ و آله  وسلم  آغاز شده است۔ و با مدح  سلطان اویس جلایر  ادامه می‌یابد. او اشعارش را با ذکر پادشاهی چنگیز خان، اوگتای خان، اباقا خان، احمد تگودار، ارغون‌خان، گیخاتو خان و نبرد امرایی چون امیرنوروز ادامه می‌دهد۔  

### انگیزہ نگارش
انگیزه نگارش این منظومه، به تصریح نگارنده اینطور بیان داشته که چون به سن پیری رسیده و می خواسته نامش از روزگار محو نشود، دست به سرودن غازان‌نامه پرداخته است۔ وی در تدوین اثرش از شاهنامه فردوسی پیروی کرده است۔ 

## ارزش تاریخی
غازان‌نامه در مقایسه با آثاری چون چنگیزنامه اثر احمد تبریزی و ظفرنامه اثر  حمدالله مستوفی ، منظومه‌ای متوسط سنجیده می‌شود و با اشکالات از لحاظ ادبی بر آن وارد است و از نظر تاریخی درخور توجه است و موضوع آن از روی کتاب جامع التواریخ به نظم درآمده است۔ هرچند ایدوارد براؤن (Edward G. Brown) غازان‌نامه را از نظر تاریخی و ادبی دارای امتیاز خاصی ندانسته است۔  از این اثر تنها یک نسخه خطی وجود دارد که در کتابخانۀ کیمبریج موجود است. این نسخه نسخه منحصر به فرد و به خط نستعلیق است که ناسخ آن در تبریز آن را برای اوزون‌حسن نوشته است. 